# 上岬村
上岬村（かみみさきむら）は福井県丹生郡にあった村。現在の越前町の北西端にあたる。

## 地理
- 海洋 ： 若狭湾

## 歴史
- 1889年（明治22年）4月1日 - 町村制の施行により、玉川浦、血ヶ平村、左右浦及び梨子平村の区域をもって、上岬村が発足する。
- 1907年（明治40年）8月1日 - 四ヶ浦村及び上岬村が合併して、改めて四ヶ浦村が発足する。